# Skály, Strakonice
Skály là một làng thuộc huyện Strakonice, vùng Jihočeský, Cộng hòa Séc.